# Železný obr
Železný obr (v anglickém originále The Iron Giant) je americký animovaný film z roku 1999. Režisérem filmu je Brad Bird. Hlavní role ve filmu ztvárnili Eli Marienthal, Christopher McDonald, Harry Connick, Jr., Jennifer Aniston a Vin Diesel.

## Obsazení
| Eli Marienthal       | Hogarth Hughes |
| Christopher McDonald | Kent Mansley   |
| Harry Connick, Jr.   | Dean McCoppin  |
| Jennifer Aniston     | Annie Hughes   |
| Vin Diesel           | Železný obr    |
| John Mahoney         | Shannon Rogard |
| M. Emmet Walsh       | Earl Stutz     |
| James Gammon         | Marv Loach     |